# Pandèmia de COVID-19 a Ruanda
L'arribada de la pandèmia per coronavirus de 2019-2020 a Ruanda es va declarar oficialment el 14 de març de 2020.
En data del 19 d'abril, el país comptava 147 casos confirmats i 76 persones guarides.

## Cronologia
El 14 de març del 2020 es va confirmar el primer cas de COVID-19 a Ruanda. Es tractava d'un ciutadà indi vingut de Bombai el 8 de març del 2020.
Posteriorment, quatre persones més van passar la prova després del resultat positiu del primer cas i van resultar contaminades també, la qual cosa apujà el total d'individus infectats a cinc.
Per a mirar de frenar l'expansió del contagi, el cap d'estat de Ruanda, Paul Kagame, va compartir a Twitter un vídeo, que va tenir molt d'èxit, en el qual es rentava les mans segons les recomanacions de la campanya #Safehands de l'OMS, essent una de les personalitats africanes més emblemàtiques que va participar en l'iniciativa.
El 16 de març, el govern ruandès va confirmar dos casos més a Kigali, fent arribar així el nombre oficial de persones contaminades del país a set.Per a intentar d'aturar la progressió del virus, les autoritats del país van anunciar un toc de queda de dues setmanes. A partir d'aquell moment, els treballadors dels sectors públic i privat havien de treballar des de casa, sota condicions estrictes. Es clogueren les fronteres, autoritzant només els ciutadans ruandesos i el pas dels carregaments necessaris, amb una quarantena obligatòria de 14 dies.
L'endemà s'hi afegiren quatre casos addicionals, o sigui un total de 11 casos.
https://www.aa.com.tr/fr/monde/coronavirus-onze-cas-enregistr%C3%A9s-au-rwanda-/1771694
3? nous casos: d'une Indienne de 37 ans arrivée au Rwanda le 8 mars 2020 en provenance de Mumbai en Inde, de deux Rwandais âgés respectivement de 26 et de 45 ans". dimecres 18
Després de dos dies sense cap pujada d'infeccions, el 20 de març en canvi es comptabilitzaren 17 casos confirmats, després de divulgar el govern l'existència de sis nous casos entre els quals un nadó de 10 mesos d'una ciutadana francesa de 30 anys.
he husband to this lady was infected some days ago, reads the communiqué from Ministry of Health which provides daily update in evening. Un altre cas include a ciutadà suec de 26 who arrived in Rwanda on March 3 de març de 2020, i va manifestar símptomes el dia 18. Els altres casos confirmats eren tres homes ruandesos, dos de 32 anys i un altre de 24 anys.
One of those aged 32 years arribar a l'Aeroport Internacional de Kigali International Airport yesterday de Dubai, and straight away exhibited symptoms when he was tested a l'aeroport.
El dia 22 es comptabilitzaven 17 casos de persones contagiades.
Rwanda était bouclé el diumenge i sa population confinée pour endiguer l'épidémie de coronavirus
Après la fermeture des universités, écoles et lieux de cultes, le gouvernement Rwandais a pris, el 21 de març, unes mesures més dràstiques encara tancant les fronteres, restringint els desplaçaments d'una província a una altra i confinant gran part de la població. https://www.afrik.com/coronavirus-le-rwanda-ferme-ses-frontieres-et-confine-sa-population
25 de març 40 4 casos més
Coronavirus : le Rwanda atteint 40 cas confirmés 
https://actualite.cd/2020/03/25/coronavirus-le-rwanda-atteint-40-cas-confirmes
dos casos arribats de Dubai, un altre provinent de Brussel·les et un autre cas lié à une autre personne précédemment contrôlée positive au coronavirus.
https://www.afrik.com/coronavirus-le-rwanda-appelle-au-renforcement-de-la-vigilance 41 casos el 26 de març
La policia ruandesa va disparar a dues persones i les matà qui ont défié les consignes de confinament imposées durant 2 setmanes per frenar la propagació del virus. Tots dos, d'uns vint anys, «han tenté d'oposar-se als officiers », segons el portaveu de la Policia nacional ruandesa, John Bosco Kabera. Au Rwanda, la disciplina exigée est la plus stricte d'Afrique.

## Dades estadístiques
Evolució del nombre de persones infectades amb COVID-19 a Ruanda